# Ateleia sousae
Ateleia sousae es una especie fanerógama de la familia Fabaceae. Está dedicada al Biólogo Mario Souza, estudioso mexicano de las leguminosas.

## Descripción
Árboles de 2 a 5 m de alto. Ramas café pubescentes, glabras cuando viejas. Hojas de 12 a 16 cm de ancho por 26 a 31 cm de largo. Pecíolos de 2.5 a 4.5 cm cilíndricos, raquis generalmente pubescente, folíolos de 13 a 21, los folíolos basales a ovados a ampliamente ovados, el foliolo terminal de 3.5 a 5.5 cm de largo por 1.6 a 3.7 cm de ancho, elíptico, de borde y ápice agudo, todos los folíolos verde obscuro. Inflorescencias pistiladas, axilares y racemosas. Flores de 6 mm, pediceladas, pétalos de 4 a 6 mm de largo por 2.5 a 4 de ancho, moderadamente reflejos y glabros. Estambres 10, en dos series de 5, con anteras amarillentas y dorsifijas, oblongas; el ovario de 2 por 3 cm densamente pubescentes. Frutos de 2 a 3 cm de largo por 1.5 de ancho, pilosos a pubescentes, semiorbiculares u oblongos. Semillas de 7 por 5 mm., reniformes, pardo obscuras.

## Distribución y hábitat
Endémica de México, se localiza en los estados de Jalisco y Oaxaca.
Habita en bosques de coníferas y encinares, en suelos calizos con abundante contenido de materia orgánica.

## Estado de conservación
No se encuentra bajo ninguna categoría de riesgo en las normas mexicanas e internacionales (Norma Oficial Mexicana 059).